# 지류

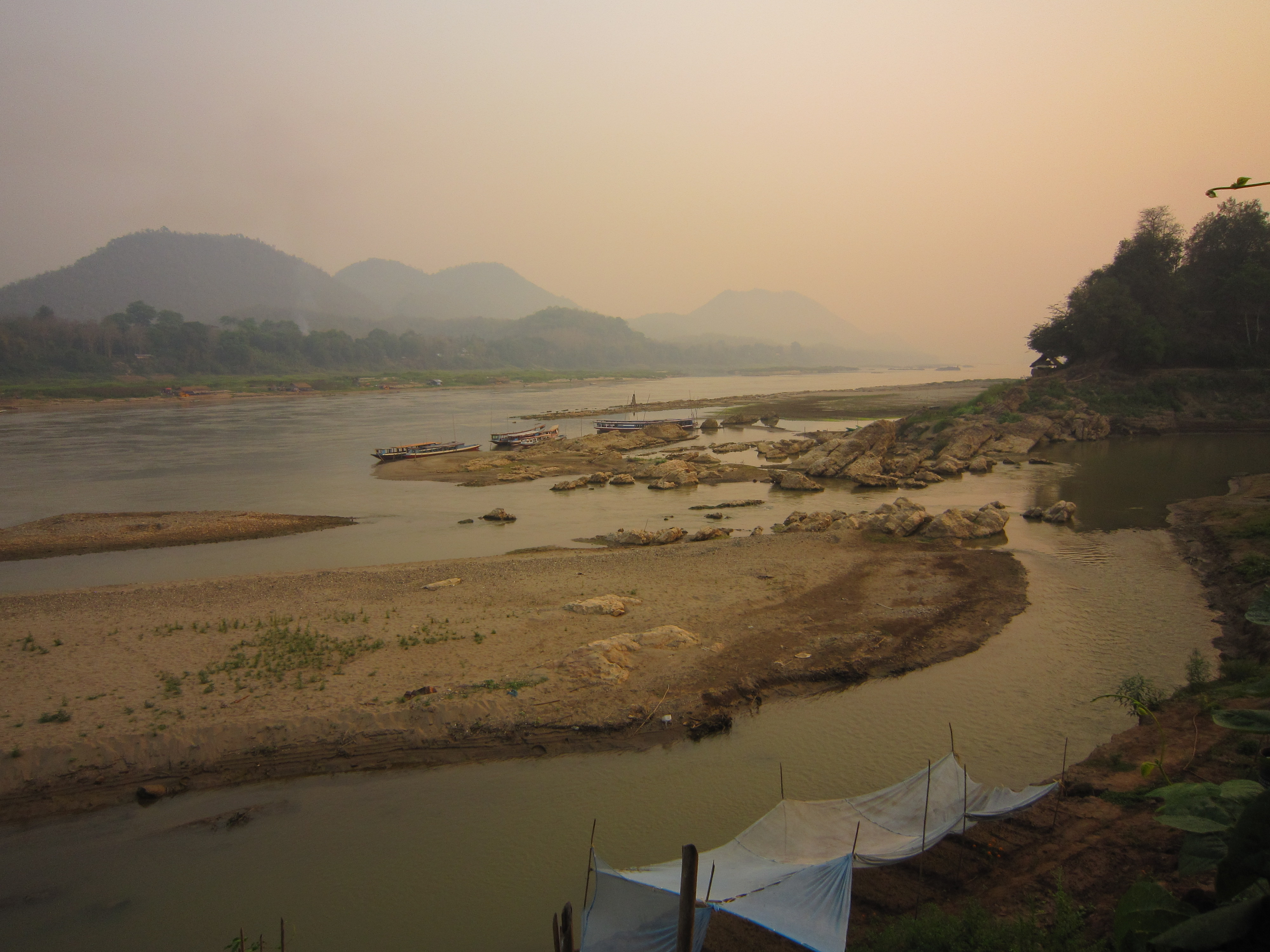
라오스 루앙프라방에서 남칸이 메콩강으로 흘러든다.

지류(支流)는 다른 강이나 개울에 합류하면서도 바다로 직접적으로 흐르지 않는 물줄기를 가리킨다. 지천(支川)이라고도 한다.
강둑과 비슷하게 하류의 관점에서 오른쪽 지류와 왼쪽 지류로 나눌 수 있다.
지류의 반대말은 본류(本流)이며, 이는 주류로부터 흐르는 강의 줄기를 말한다. 지류이면서 본류인 야주 강, 평강천 같은 하천도 있다.

## 같이 보기
- 본류